# ایمجن هیپ

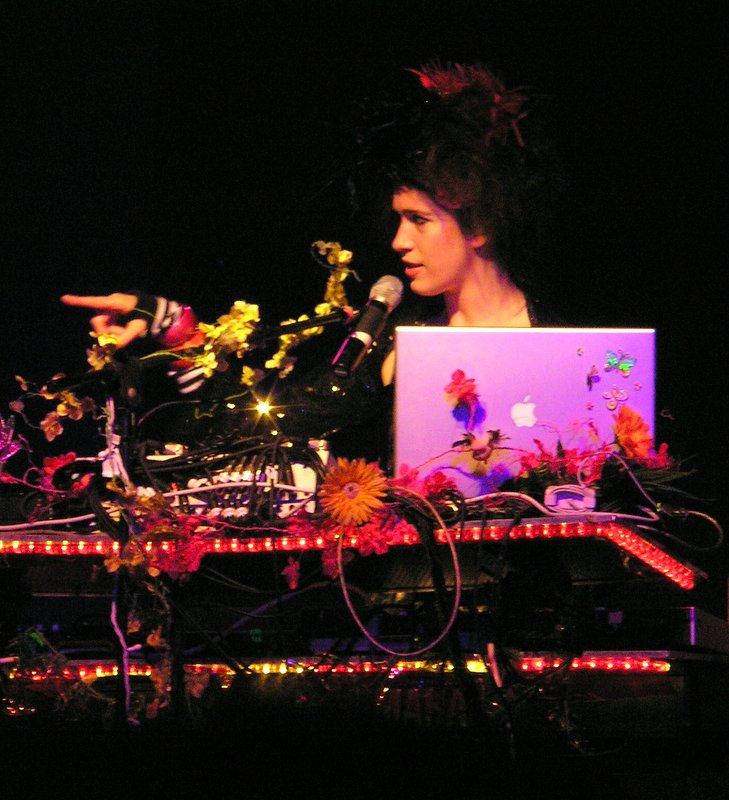
ایمجین هیپ

ایمجن هیپ (به انگلیسی: Imogen Heap) (زاده ۹ دسامبر ۱۹۷۷) خواننده بریتانیایی است که نامزد دریافت جایزه گرمی شد. معروف‌ترین ترانه او قایم باشک و کله قفلی است. او ۳ آلبوم سولو دارد.